# Giochi olimpici invernali silenziosi del 1953
I Giochi olimpici invernali silenziosi del 1953 fu la seconda edizione del Deaflympics, che si organizzò in Norvegia, ad Oslo.

## Partecipanti
- Norvegia
- Austria
- Germania
- Svezia
- Svizzera
- Jugoslavia

## Discipline
- Sci slalom
- Sci alpino
- Sci da discesa
- Sci di fondo
- Salto con gli sci
- Combinata nordica

## Medagliere
| Posizione | Nazione    | Oro | Argento | Bronzo | Totale |
| --------- | ---------- | --- | ------- | ------ | ------ |
| 1         | Norvegia   | 5   | 4       | 4      | 13     |
| 2         | Finlandia  | 3   | 2       | 2      | 7      |
| 3         | Austria    | 1   | 1       | 0      | 2      |
| 4         | Jugoslavia | 0   | 1       | 1      | 2      |
| 5         | Svezia     | 0   | 1       | 0      | 1      |
| 6         | Germania   | 0   | 0       | 1      | 1      |
|           | Totale     | 9   | 9       | 8      | 26     |